# Chronologie des faits économiques et sociaux dans les années 1790
Chronologie de l'économie
Années 1780 - Années 1790 - Années 1800

## Événements
- 1789-1798 : après une brève accalmie, les violences intérieures redoublement en Égypte et menacent le ravitaillement en blé du Caire ; la peste de 1791 en Basse-Égypte fait de 1 500 à 2 000 morts par jour ; le prix du blé atteint un record en 1792 et reste anormalement élevé, provoquant misère et famine. Le para perd un tiers de sa valeur de 1793 à 1796[1].
- 1790 : 
  - la Grande-Bretagne effectue le tiers du tonnage commercial européen (10 800 000 tonnes pour 3,3 millions de tonnes) ; la France le cinquième (700 000)[2].
  - Hongrie : la famille Zwack crée le digestif Unicum[3].
- Vers 1790 :
  - le Sud des États-Unis produit un millier de tonnes de coton et compte 500 000 esclaves[4].
  - l’Espagne possède deux cents navires de guerre[5].

- 1791 : première filature équipée d'une machine à vapeur en France, à Orléans, pour le duc d'Orléans[6].
- 1791-1798 : 2 456 navires de commence entrent et sortent en moyenne par an du port de Lisbonne ; la balance commerciale du Portugal avec la Grande-Bretagne, son premier partenaire commercial, est régulièrement excédentaire après 1790[7].
- 1791-1799 : réglementation de la corvée paysanne au Danemark (1791, 1793, 1795 et 1799). Le 18 mars 1796, une ordonnance permet de remplacer la prestation de la dîme en nature (10% des récoltes) par une redevance fixe en argent ou en grains[8].
- 1792 : 
  - le Danemark décrète l’abolition du trafic des esclaves à partir de 1803 (ordonnance du 16 mars 1792[8].
  - déclin de la production textile à Venise ; de 800 métiers à tisser la soie en 1750, la ville n’en conserve que 60[9].
  - Jean-Baptiste Poyen de Sainte-Marie publie De l'exploitation des sucreries, ou conseils d'un vieux planteur aux jeunes agriculteurs[10]
- 1793 : aux États-Unis, Eli Whitney invente le cotton gin, qui améliore le roller gin, une machine à trier les semences des fibres de coton[11]. La machine se diffuse très vite chez les planteurs de Géorgie, menés par Jean Bérard de Moquet.
- 1793-1800 : une épizootie de peste bovine transportée par les troupes autrichiennes passe de Hongrie en Lombardie et dans le Piémont (1793) ; toute l’Italie est touchée. Le virus atteint le Rhin (1796), l’Alsace, la Lorraine, la Franche-Comté, la Suisse, la Bourgogne, la Champagne, la Picardie et jusqu’aux portes de Paris. Le Nord est touché de 1797 à 1798[12].
- 1794 : 
  - création par Gaspar Melchor de Jovellanos de l’Institut de Gijón (Real Instituto Jovellanos (es)), institut asturien consacré à l’exploitation du charbon (7 janvier 1794)[13].
  - Russie : les « Fonds de la Chambre », biens privés de la famille impériale (1,5 million de roubles) sont remis au Trésor pour combler le déficit[14].
- 1795 : Informe sobre la ley agraria de Jovellanos[15]. Ses efforts et ceux des sociétés économiques pour introduire de nouvelles pratiques culturales en Espagne se heurtent à la résistance des grands propriétaires. Les énormes latifundia leur fournissent en effet un revenu suffisant sans pousser à l’accroissement des productions[16].
- 1796 : 
  - construction à Gleiwitz (Silésie) d’un des premiers hauts-fourneaux à coke d’Europe continentale[17].
  - le commerce extérieur russe a triplé depuis 1763. Le nombre de manufactures, installées surtout dans l’Oural, passe de 984 à 3 161[18].
- 1797 : 
  - première filature mécanique de coton en Bohême[19].
  - le comte Festetics ouvre à Keszthely (Hongrie) le « Georgikon », un Institut agronomique destiné à la formation des intendants recrutés dans la petite noblesse[20].
- 1798 : création du Waterstaat en République batave, organisme responsable de la gestion des eaux (24 mai 1798)[21].
- 1799 : la Compagnie néerlandaise des Indes orientales est dissoute (31 décembre 1799)[22].

Le prix constaté du blé évolue en baisse au cours de la décennie en France, baisse assez prononcée si l'on prend en compte l'évolution parallèle du salaire horaire, selon l'économiste Jean Fourastié, qui a démontré l'importance de l'Histoire de la culture des céréales sur celle de l'économie, également pour cette décennie d'offre un peu plus abondante en céréales:
| Années                                     | 1790 | 1791 | 1792      | 1793 | 1794 | 1795 | 1796 | 1797 | 1798 | 1799 |
| Prix observé du quintal de blé (en livres) | 25,8 | 21,5 | 28,4      | 22   | 22   | 25   | 25   | 25,9 | 22,7 | 21,5 |
| Prix réel (ajusté du salaire horaire)      | 246  | 205  | 270210210 | 208  | 208  | 209  | 209  | 216  | 189  | 179  |

### Grande-Bretagne
- 1788-1804 : la consommation de coton brut triple, passant de 20,4 millions à 56 millions de livres, la part des Antilles anglaises diminuant de 60% à 15% et celle des États-Unis de 1% à 45%, le reste revenant principalement au Brésil[24].
- 1790 : l’élite foncière, disposant d’un revenu de plus de 1 000£ par an, est restreinte à 5 000 familles. Elle vit partagée entre ses résidences londoniennes et ses villas à la campagne (country houses)[25].
- 1790-1810 : les salaires augmentent de 45 %[26].
- 1791-1796 : Canalmania ; 52 nouvelles compagnies de canaux sont autorisés par le Parlement[27]. Un réseau national de canaux est établi.
- 1793 : la dette publique atteint 243 millions de £[28]. La Marine royale compte 600 navires et 70 000 marins[29].
- 1795 : Liverpool, qui compte plus de cent bateaux destiné au transport d’esclaves, représente la moitié du commerce européen des esclaves[30].
- 1795-1834 : système de Speenhamland, prévoyant de moduler le montant de l’aide accordée aux pauvres en fonction du prix des denrées de base et de la taille de la famille indigente[31].
- 1797-1821 : La convertibilité de la livre britannique est suspendue.
- 1798 : l'économiste britannique Thomas Robert Malthus publie son Essai sur le principe de population où il affirme que les hommes se multiplient plus vite que les ressources en nourriture[32]. Ses prévisions pessimistes sur une crise catastrophique de subsistance, qui ne se réalise pas, grâce aux nouvelles techniques agricoles.
- 1799 : 
  - la Grande-Bretagne est le premier État à introduire l'impôt sur le revenu (income tax) comme impôt de guerre[33].
  - le radical Robert Owen (1771-1858) tente d’instaurer à New Lanark (Écosse) une communauté modèle reposant sur le principe coopératif[34].
- 1799-1800 : Combinations Acts. Lois interdisant les coalitions et assimilant la coalition à un délit pénal[35].

## Démographie
- 1790 : premier recensement aux États-Unis, qui comptent 3 929 000 habitants dont 202 000  (5,1 %) vivent dans des villes[36]. New York compte 33 131 habitants[37].
- 1791 : La Havane compte 55 000 habitants[38]. Elle joue un rôle administratif, religieux, universitaire, militaire et naval[39].
- 1793 :  14 747 esclaves vivent au Cap, à peu près autant que d'Européens[40].
- 1794 : les Roumains, sans aucun droit politique, constituent 50 % de la population totale de Transylvanie (729 316 sur 1 458 559)[41].
- 1795 : environ trois millions d’habitants à Java[42].
- 1798 : la population du Brésil atteint deux millions d’habitants dont 20 % dans le Minas Gerais, 18 % à Bahia, 15 % dans le Pernambouc, 14 % à Rio et 8 % à São Paulo[43].

- À la fin du XVIIIe siècle, Saint-Domingue compte 500 000 habitants : 40 000 colons, 28 000 mulâtres et plus de 430 000 esclaves noirs. La Guadeloupe atteint 100 000 habitants (7000 en 1670)[44].